# Pesca esportiva
La pesca esportiva és un esport aquàtic. Consisteix en la captura de peixos en el seu medi natural mitjançant un engany, sigui natural o artificial. Degut a la natura de la xarxa hidrogràfica dels Països Catalans, s'hi practica principal a la vora del mar o des de barques marítimes.

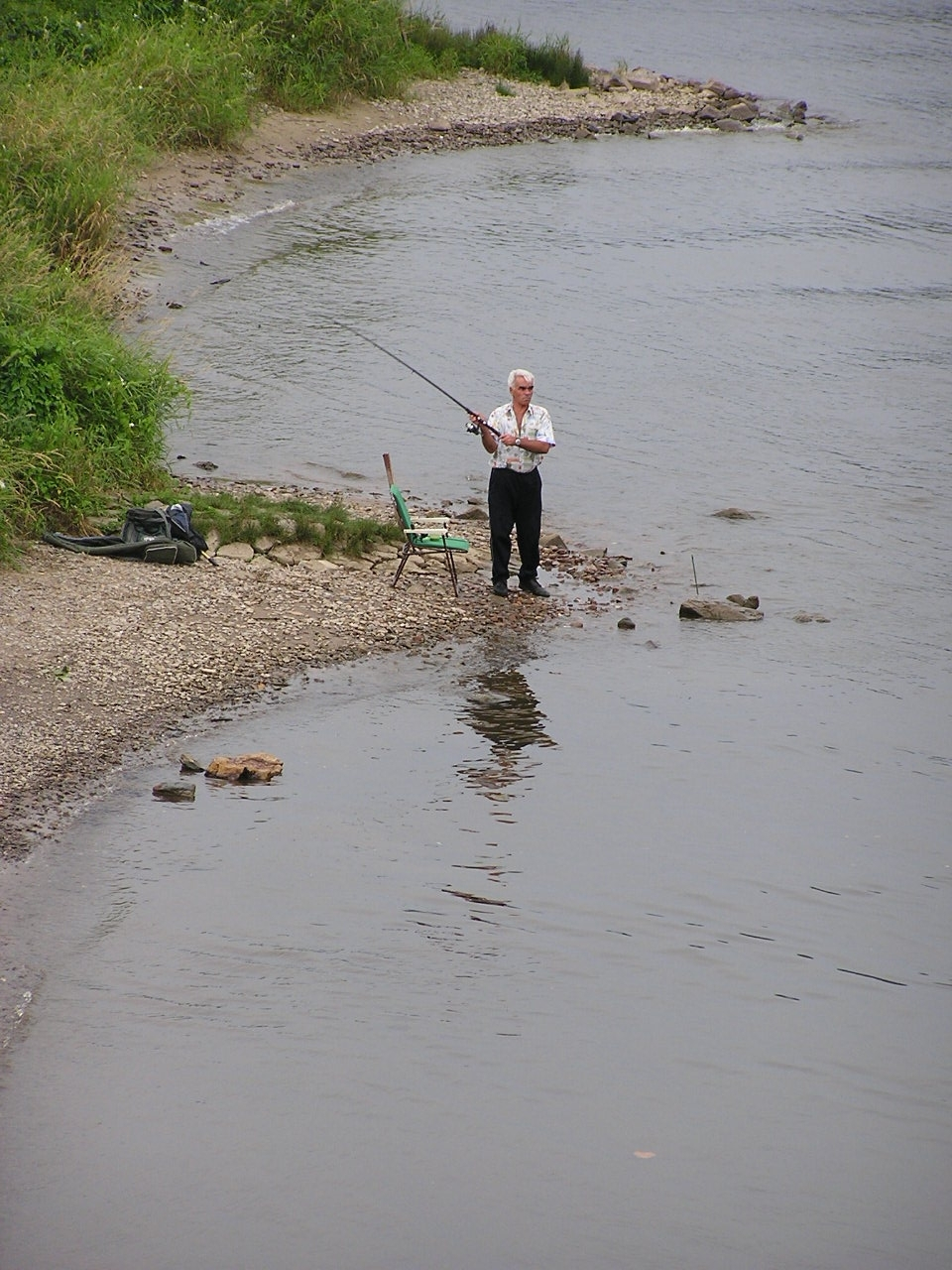
Un pescador esportiu

El mètode de pesca esportiva més habitual és la pesca amb canya o amb ham. És la forma de pesca més antigues juntament amb la sageta i les fitores.També es practica la pesca submarina, amb un fusell que dispara un arpó. Altres mètodes són l'ús d'arpons en rius, o diversos tipus de trampes pel peix, com ara les gambines.
Quan es «va a l'ham» s'empra un ham que va entollat amb pèl de cuc i una paneta de suro. El cuc es pot passar directament per l'ham o per una agulla perquè hi entri millor. Segons què es vol pescar es fa servir un determinat tipus d'ham, que van numerats depenent de la grandària. Les carnades que s'hi usen són l'avellarenc (una mena de caragol xiquetet), el gambosí (un tipus de gamba menuda), la pota de calamar i el «meret de perot», aquest darrer sobretot per a pescar el llobarro.
Un altre tipus de pesca es fa amb cullereta. La cullereta està composta per: una placa d'alumini de color platejat o daurat, un plàstic que té forma de peix pintat de diferents colors i finalment una cullereta de tres hams. Amb aquest mètode hom pot pescar qualsevol tipus de peix, perquè hi ha moltes mides de culleretes.

## Impacte ambiental
Espècies com la truita arc de Sant Martí, el silur, Cichla kelberi o Cichla piquiti o diverses espècies de centràrquids s'han introduït artificialment en diversos ecosistemes amb l'objectiu de practicar pesca esportiva, produint a vegades danys i modificacions importants als ecosistemes.